# Lennart Lemster
Lennart Lemster (* 1989 in Kiel) ist ein deutscher Schauspieler.

## Leben
Lennart Lemster, der in Schleswig-Holstein aufwuchs, spielte als Jugendlicher im Akkordeonorchester Kaltenkirchen. Er begann zunächst eine Ausbildung zum Kindergärtner, wechselte dann jedoch zum Schauspiel. Von Herbst 2013 bis Oktober 2017 absolvierte er sein Schauspielstudium am Max Reinhardt Seminar in Wien. Dort wirkte er in mehreren Produktionen mit, u. a. als Knecht in Das Missverständnis (2015).
Während seiner Ausbildung gastierte er 2015 am Berliner Ensemble als Ferdinand („Ferdi“) Sebius in der Uraufführung des Stücks Schlafe mein Prinzchen von Franz Wittenbrink. In der Spielzeit 2016/17 verkörperte er am Volkstheater Wien den „wohlstandsverwahrlosten“ Alf in dem Theaterstück Hose Fahrrad Frau von Stefan Wipplinger auf. Mit dieser Produktion gastierte er im Juni 2017 auch am Wiener Akademietheater. Im Sommer 2017 gastierte er am See-Burgtheater Kreuzlingen als Kleinkrimineller „Merkl Franz“ in Ödön von Horváths Theaterstück Kasimir und Karoline. Weitere Theaterengagements hatte er an der Oper Köln (2017) und bei freien Theaterensembles. 
Lemster arbeitete auch für den Film und das Fernsehen. Er wirkte in mehreren Kurzfilmen mit. In der vierteiligen ZDFneo-Miniserie Bruder – Schwarze Macht (Erstausstrahlung ab Oktober 2017) übernahm Lemster eine durchgehende Serienrolle; er spielte, an der Seite von Yasin Boynuince, den salafistischen Imam und Prediger Philipp, genannt Abu Nour. In der 4. Staffel der ARD-Fernsehserie Die Kanzlei (2019) hatte Lemster eine der Episodenrollen als Polizeibeamter und Zeuge vor Gericht. In der ZDF-Serie SOKO München (2019) spielte Lemster eine Episodenhauptrolle als Neffe und Alleinerbe einer ermordeten Unternehmerin.
Im 11. Film der ZDF-Krimireihe Nord Nord Mord (Erstausstrahlung: Januar 2020) spielte er als Kapitän Sven den Inhaber eines Ausflugsboots und besten Freund eines ermordeten ehrenamtlichen Sylter Seehundschützers. In der 15. Staffel der ZDF-Fernsehserie Notruf Hafenkante (2020) übernahm er eine der Episodenrollen als tatverdächtiger ehemaliger Patient eines Hamburger Psychotherapeuten. In der 3. Staffel der ZDF-Serie SOKO Hamburg (2021) spielte Lemster eine der Episodenrollen als Inhaber eines Fahrradkurierdienstes. In der 17. Staffel der ZDF-Serie SOKO Wismar (2021) hatte Lemster eine der Episodenrollen als tatverdächtiger ehemaliger Geschäftskonkurrent eines ermordeten E-Scooter-Unternehmers.
In der ZDF-Serie Hotel Mondial (2023) übernahm er in beiden Staffeln eine durchgehende Nebenrolle als Koch Pit Dübescheidt.
Lemster lebt in Hamburg. Er ist dort als Dozent an der Freien Schauspielschule Hamburg tätig.

## Filmografie (Auswahl)
- 2011: Tatort: Borowski und der coole Hund (Fernsehreihe)
- 2015: Project Baby (Kurzfilm)
- 2017: All The Tired Horses (Kurzfilm)
- 2017: Zarah – Wilde Jahre (Fernsehserie)
- 2017: Bruder – Schwarze Macht (Fernsehserie)
- 2018: Die Pfefferkörner: Schattenlinien (Fernsehserie, eine Folge)
- 2019: Die Kanzlei: Exzess (Fernsehserie, eine Folge)
- 2019: Stralsund: Schattenlinien (Fernsehreihe)
- 2019: SOKO München: Tödlicher Irrtum (Fernsehserie, eine Folge)
- 2019: Danowski – Blutapfel (Fernsehfilm)
- 2020: Nord Nord Mord: Sievers und die tödliche Liebe (Fernsehreihe)
- 2020: Notruf Hafenkante: Freier Fall (Fernsehserie, eine Folge)
- 2021: SOKO Hamburg: Fahrradflitzer (Fernsehserie, eine Folge)
- 2021: SOKO Wismar: Der schöne Schein (Fernsehserie, eine Folge)
- 2021: Sarah Kohr – Stiller Tod (Fernsehreihe)
- 2023: Hotel Mondial (Fernsehserie)
- 2023: Tatort: Verborgen (Fernsehreihe)
- 2023: Mordsschwestern – Verbrechen ist Familiensache: Schweinepriester (Fernsehserie, eine Folge)